# London Mozart Players
Gegründet von Harry Blech 1949 als erstes Kammerorchester des Vereinigten Königreichs, sind die London Mozart Players (LMP) ein Ensemble internationaler Musiker.
Die LMP spielten unter zahlreichen Dirigenten, darunter Sir John Barbirolli, Sir John Eliot Gardiner, Sir Charles Mackerras, Sir Roger Norrington und Sir Georg Solti. Frühere Musikdirektoren der LMP waren Andrew Parrott, ein Experte auf dem Gebiet der Alten Musik, Matthias Bamert, Jane Glover und Harry Blech. Zurzeit dirigieren Sir James Galway als Principal Guest Conductor und Nicolae Moldoveanu als Associate Guest Conductor sowie Simon Callow als LMP-Theatrical Advisor.
Die Heimstätte der LMP ist Fairfield Halls in Croydon, Surrey. In Mozarts Jubiläumsjahr 2006 führten die LMP dessen Musik in über 130 Stätten in Großbritannien und Europa auf.
Seit 1993 sind die LMP an einer Serie von CD-Aufnahmen unbekannterer klassischer Komponisten beteiligt, welche unter dem Titel Contemporaries of Mozart erscheint und u. a. Werke von Ignaz Josef Pleyel, Christian Cannabich, Franz Krommer, Leopold Mozart, Michael Haydn, Muzio Clementi, Wilhelm Herschel, John Marsh, Carlos Baguer und Leopold Koželuh berücksichtigt. Die neuesten von inzwischen 24 Aufnahmen widmen sich Sinfonien, Ballett-Suiten und Ouvertüren von Georg Joseph Vogler (erschienen im April 2009) und Sinfonien von Luigi Boccherini (erschienen im Juni 2010).